# Arden, Delaware
Arden är en ort i New Castle County i delstaten Delaware, USA.